# Fisera
Fisera is een geslacht van vlinders van de familie spanners (Geometridae), uit de onderfamilie Ennominae.

## Soorten
- F. bradymorpha Turner, 1919
- F. dictyodes Lower, 1893
- F. eribola Guest, 1887
- F. halurga Turner, 1919
- F. nicholsoni Goldfinch, 1944
- F. perplexata Walker, 1860
- F. phricotypa Turner, 1919